# Jasper De Plus
Jasper De Plus (Aalst, 11 giugno 1997) è un ex ciclista su strada belga.

## Biografia
È il fratello minore di Laurens De Plus, anch'egli ciclista.

## Palmarès

### Strada
- 2019 (Dilettanti, una vittoria)

Chrono des Nations - Les Herbiers Vendée, Under-23

#### Altri successi
- 2017 (Dilettanti)

Zottegem-Erwetegem
- 2018 (Dilettanti)

Criterium Denderhoutem

## Piazzamenti

### Classiche monumento
- Giro di Lombardia

2020: ritirato

### Competizioni europee
- Campionati europei

Plouay 2020 - Cronometro Elite: 19º
Plouay 2020 - Staffetta mista: 5º